# Mazda MX-6
Mazda MX-6 var en sportscoupé fra den japanske bilfabrikant Mazda.

## Første generation (1987−1991)
Den første generation af MX-6 blev i Europa udelukkende markedsført under navnet 626 Coupé. Bilen var teknisk set baseret på tredje generation af Mazda 626. Dermed var MX-6 den tredje coupémodel på 626-basis. Ford Probe var søstermodel til MX-6.
Modellen blev bygget mellem juni 1987 og juli 1991 og var baseret på visse futuristiske designstudier fra de tidlige 1980'ere. Specielt med LCD-instrumenterne, som var ekstraudstyr, adskilte coupémodellen sig fra 626 sedan.
Bilen fandtes i følgende udstyrsvarianter:
- LX: basismodel
- GLX: basismodel med udvidet udstyr såsom el-ruder, el-spejle og velourindtræk
- GT: som GLX, samt med skivebremser bagtil, samt større krængningsstabilisatorer og elektrisk justerbare støddæmpere.

Bilen kunne som ekstraudstyr leveres med fartpilot, firehjulsstyring, LCD-instrumenter samt en elektrisk justerbar undervogn. Læderkabine, ABS og klimaanlæg var derimod forbeholdt det amerikanske marked, ligesom versionen med 2,2-liters turbomotor med 107 kW (145 hk) og ladeluftkøler. Udenfor USA blev denne motor kun benyttet i første generation af Ford Probe.
Denne model var for første gang udstyret med det såkaldte 4WS-system. Systemet sørgede for forbedret kurvestabilitet, hvor baghjulene afhængigt af hastighed styrede sammen med forhjulene.

### Tekniske data
|                                                | 1,8                                       | 2,0                 | 2,0-12V                                    | 2,0-16V                        | 2,0-16V               | 2,2                             |
| Motordata                                      |                                           |                     |                                            |                                |                       |                                 |
| Motorkode                                      | F8                                        | FE                  | F4                                         | FE-DOHC                        | FE-DOHC               | F2                              |
| Motortype                                      | R4-benzinmotor                            | R4-benzinmotor      | R4-benzinmotor                             | R4-benzinmotor                 | R4-benzinmotor        | R4-benzinmotor                  |
| Antal ventiler pr. cylinder                    | 3                                         | 2                   | 3                                          | 4                              | 4                     | 3                               |
| Ventilstyring                                  | OHC, tandrem                              | OHC, tandrem        | OHC, tandrem                               | DOHC, tandrem                  | DOHC, tandrem         | OHC, tandrem                    |
| Fødesystem                                     | Multipoint                                | Multipoint          | Karburator                                 | Multipoint                     | Multipoint            | Multipoint                      |
| Katalysator                                    | Nej                                       | Ja                  | Nej                                        | Nej                            | Ja                    | Ja                              |
| Trykladning                                    | –                                         | –                   | –                                          | –                              | –                     | –                               |
| Køling                                         | Vandkøling                                | Vandkøling          | Vandkøling                                 | Vandkøling                     | Vandkøling            | Vandkøling                      |
| Boring × slaglængde                            | 86,0 × 77,0 mm                            | 86,0 × 86,0 mm      | 86,0 × 86,0 mm                             | 86,0 × 86,0 mm                 | 86,0 × 86,0 mm        | 86,0 × 94,0 mm                  |
| Slagvolume                                     | 1789 cm³                                  | 1998 cm³            | 1998 cm³                                   | 1998 cm³                       | 1998 cm³              | 2184 cm³                        |
| Kompressionsforhold                            | 8,8:1                                     | 8,6:1               | 10,0:1                                     | 10,0:1                         | 9,5:1                 | 8,6:1                           |
| Maks. effekt ved omdr./min.                    | 71 kW (97 hk) /5500                       | 66 kW (90 hk) /5000 | 80 kW (109 hk) /5300                       | 109 kW (148 hk) /6000          | 103 kW (140 hk) /6000 | 85 kW (115 hk) /5000            |
| Maks. drejningsmoment                          | 143 Nm /4500                              | 153 Nm /2500        | 165 Nm /3300                               | 182 Nm /4000                   | 173 Nm /4000          | 180 Nm /3000                    |
| Kraftoverførsel                                |                                           |                     |                                            |                                |                       |                                 |
| Drivende hjul                                  | Forhjul                                   | Forhjul             | Forhjul                                    | Forhjul                        | Forhjul               | Forhjul                         |
| Gearkasse (standardudstyr)                     | 5-trins manuel                            | 5-trins manuel      | 5-trins manuel                             | 5-trins manuel                 | 5-trins manuel        | 5-trins manuel                  |
| Gearkasse (ekstraudstyr)                       | 4-trins automatisk                        | –                   | 4-trins automatisk                         | –                              | –                     | 4-trins automatisk              |
| Præstationer                                   |                                           |                     |                                            |                                |                       |                                 |
| Topfart                                        | 177 km/t                                  | 179 km/t            | 190 km/t (181 km/t)                        | 210 km/t                       | 208 km/t              | 192 km/t (182 km/t)             |
| Acceleration 0-100 km/t                        |                                           | 11,7 sek.           | 10,4 sek. (13,8 sek.)                      | 8,3 sek.                       | 9,4 sek.              | 10,2 sek. (12,8 sek.)           |
| Brændstofforbrug pr. 100 km ved blandet kørsel | 7,9 liter (8,5 liter) Blyfri blyholdig 92 | 8,4 liter Blyfri 92 | 8,0 liter (8,9 liter) Blyfri/ blyholdig 95 | 8,7 liter Blyfri/ blyholdig 95 | 8,7 liter Blyfri 95   | 8,2 liter (8,9 liter) Blyfri 92 |
| Bemærkninger                                   |                                           |                     |                                            |                                |                       |                                 |
|                                                | Ikke egnet til E10-brændstof              |                     |                                            |                                |                       |                                 |

1. ↑  Værdier i parentes ( ) gælder for versioner med automatgear.

## Anden generationGE6(1991−1997)
Anden generation af MX-6 blev introduceret i juli 1991 på Frankfurt Motor Show, og var ligesom forgængeren baseret på 626-sedanen. Drivlinje, undervogn og platform var igen delt med Ford Probe, som sammen med MX-6 og den amerikanske udgave af 626 blev bygget af Mazda i USA.
Modellen fandtes med to forskellige motorer: En 2,0-liters 16V-motor med 85 kW (115 hk) og en 2,5-liters 24V V6-motor med 121 kW (165 hk). ABS var standard i forbindelse med begge motorerne.
I januar 1993 kom en topmodel med 24V V6-motor og 4WS på markedet.
Produktionen af MX-6 blev definitivt indstillet i juni 1997. Der er endnu ikke introduceret nogen efterfølger.

### Tekniske data
|                                                | 2,0                             | 2,5                             |
| Motordata                                      |                                 |                                 |
| Motorkode                                      | FS                              | K8-ZE                           |
| Motortype                                      | R4-benzinmotor                  | V6-benzinmotor                  |
| Antal ventiler pr. cylinder                    | 4                               | 4                               |
| Ventilstyring                                  | DOHC, tandrem                   | 2 × DOHC, tandrem/tandhjul      |
| Fødesystem                                     | Multipoint                      | Multipoint                      |
| Trykladning                                    | –                               | –                               |
| Køling                                         | Vandkøling                      | Vandkøling                      |
| Boring × slaglængde                            | 83,0 × 92,0 mm                  | 84,5 × 74,2 mm                  |
| Slagvolume                                     | 1991 cm³                        | 2497 cm³                        |
| Kompressionsforhold                            | 9,0:1                           | 9,2:1                           |
| Maks. effekt ved omdr./min.                    | 85 kW (115 hk) /5500            | 121 kW (165 hk) /5600           |
| Maks. drejningsmoment                          | 170 Nm /4500                    | 217 Nm /4800                    |
| Kraftoverførsel                                |                                 |                                 |
| Drivende hjul                                  | Forhjul                         | Forhjul                         |
| Gearkasse (standardudstyr)                     | 5-trins manuel                  | 5-trins manuel                  |
| Gearkasse (ekstraudstyr)                       | 4-trins automatisk              | 4-trins automatisk              |
| Præstationer                                   |                                 |                                 |
| Topfart                                        | 204 km/t (190 km/t)             | 220 km/t (207 km/t)             |
| Acceleration 0-100 km/t                        | 10,4 sek. (12,4 sek.)           | 8,5 sek. (10,1 sek.)            |
| Brændstofforbrug pr. 100 km ved blandet kørsel | 7,6 liter (8,2 liter) Blyfri 91 | 8,6 liter (9,3 liter) Blyfri 95 |
| Bemærkninger                                   |                                 |                                 |
|                                                | Ikke egnet til E10-brændstof    |                                 |

1. ↑  Værdier i parentes ( ) gælder for versioner med automatgear.